# Фабер, Франсуа

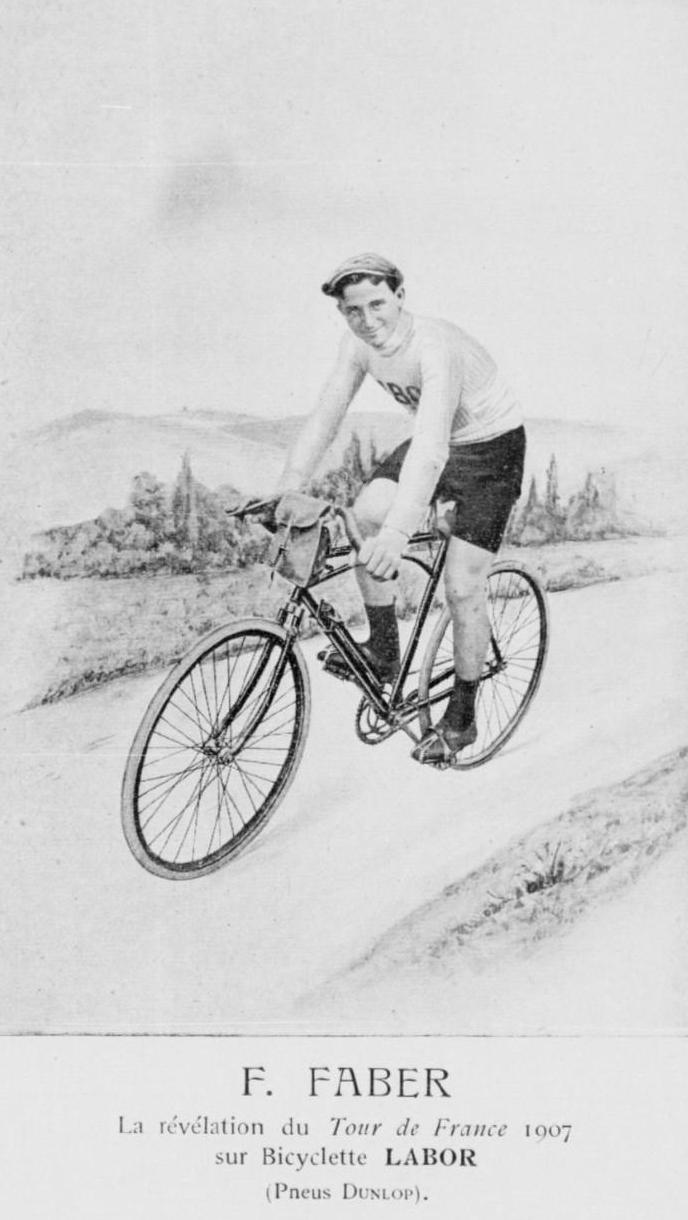
Франсуа Фабер. 1907 г.

Франсуа Фабер (фр. François Faber; 26 января 1887, Ольне-сюр-Итон, Франция — 9 мая 1915, между Каранси и Мон-Сен-Элуа, департамент Па-де-Кале, Франция) — люксембургский спортсмен, велогонщик, неоднократно побеждавший в престижных соревнованиях. Победитель гонки Тур де Франс 1909 года, стал первым иностранным победителем в истории Тур де Франс.

## Биография

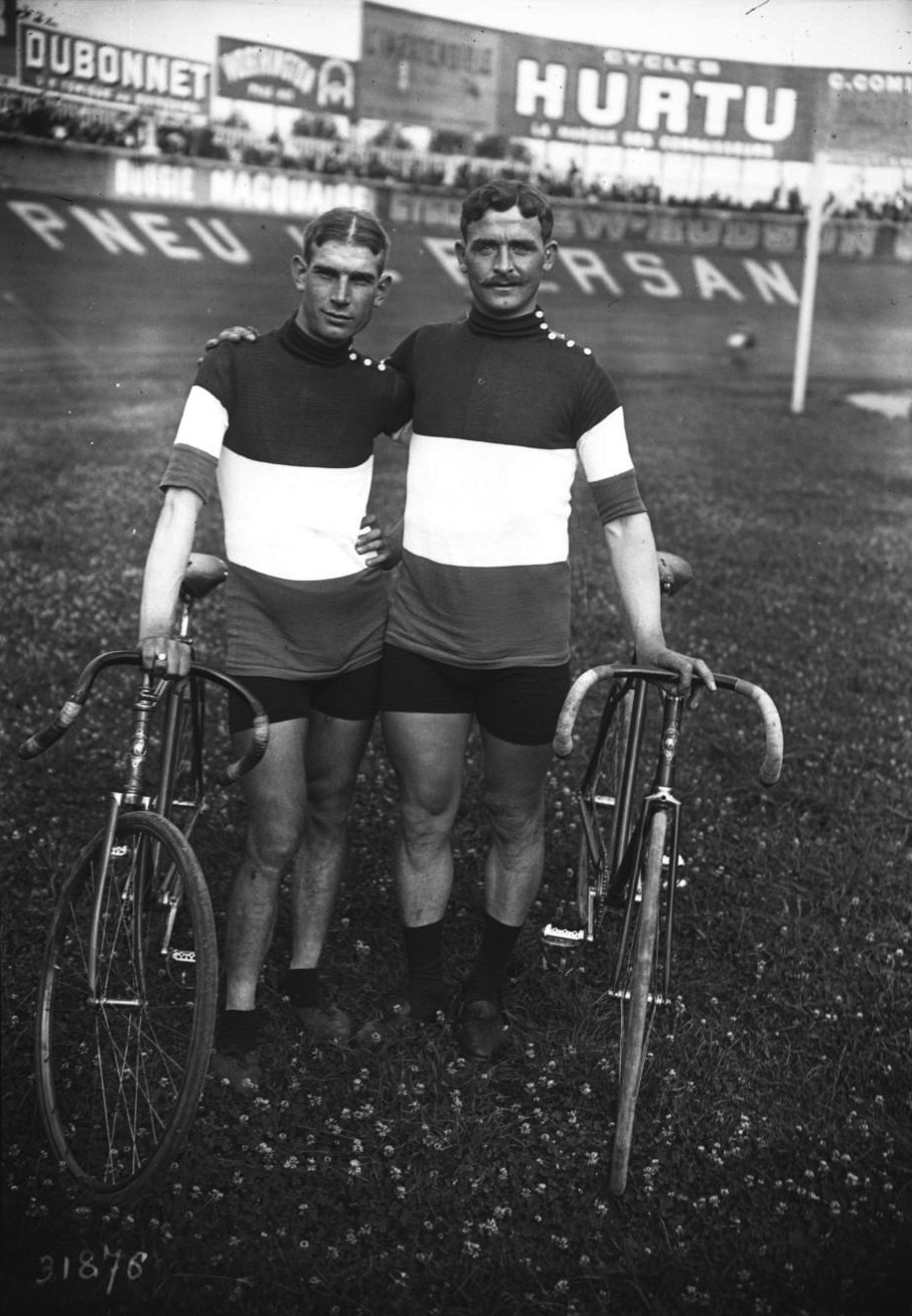
Франсуа Фабер (справа). 1913 г.

Гражданин Люксембурга, хотя всю жизнь прожил во Франции и считал себя французом.
За свою профессиональную спортивную карьеру становился победителем с 1906 по 1914 год в 27 гонках, в 19 этапах Тур де Франс.
Кроме первого места в 1909 году, занимал вторые места в этой же гонке в 1908 и 1910 годах.
Выступал, кроме шоссейных, также и в классических велогонках, став победителем в гонке Джиро ди Ломбардия (1908), Париж — Брюссель (1909), Париж — Тур (1909, 1910), Бордо — Париж (1911), Париж — Рубе (в составе команды Peugeot-Wolber, 1913), Седан-Брюссель и др.
Участник Первой мировой войны. Погиб на фронте, сражаясь капралом в рядах Французского Иностранного легиона, в возрасте 28 лет. 9 мая 1915 года, в первый день битвы при Артуа получил телеграмму, что его жена родила дочь. По одной из версий, от счастья он выскочил из окопа и был убит немецкой пулей. По другой, общепринятой, был застрелен при спасении раненного товарища с нейтральной полосы во время боя. В тот день его полк потерял в атаках 1950 солдат из 2900.
Посмертно награждён французской Воинской медалью.